# Resolutie 2011 Veiligheidsraad Verenigde Naties
Resolutie 2011 van de Veiligheidsraad van de Verenigde Naties werd op 12 oktober 2011 met unanimiteit aangenomen door de VN-Veiligheidsraad. De resolutie autoriseerde de ISAF-macht van de NAVO in Afghanistan opnieuw voor een jaar.
Er vonden weer meer aanslagen plaats op internationale organisaties en bevolkingscentra. Tegenstanders zetten ook hun intimidatiecampagne voort, onder meer met moordaanslagen op hoge Afghaanse functionarissen. Doch was op 17 juli het transitieproces dat de verantwoordelijkheid voor de veiligheid in Afghaanse handen moest brengen aangevangen. Er was beslist het aantal Afghaanse politiemensen op de voeren tot 157.000 en het aantal militairen tot 195.000. Voorts was de strijd tegen de opiumproductie verder opgevoerd en was die productie in 2010 gehalveerd.

## Achtergrond
In 1979 werd Afghanistan bezet door de Sovjet-Unie, die vervolgens werd bestreden door Afghaanse krijgsheren. Toen de Sovjets zich in 1988 terugtrokken raakten ze echter slaags met elkaar. In het begin van de jaren 1990 kwamen ook de Taliban op. In september 1996 namen die de hoofdstad Kabul in. Tegen het einde van het decennium hadden ze het grootste deel van het land onder controle en riepen ze een streng islamitische staat uit.
In 2001 verklaarden de Verenigde Staten met bondgenoten hun de oorlog en moesten ze zich terugtrekken, waarna een interim-regering werd opgericht. Die stond onder leiding van Hamid Karzai die in 2004 tot president werd verkozen.

## Inhoud

### Waarnemingen
De Afghaanse autoriteiten waren zelf verantwoordelijk voor de veiligheid en ordehandhaving in hun land, met bijstand van de ISAF. De verschillende problemen waar Afghanistan mee te kampen had waren allen met elkaar verbonden, en dus hadden vooruitgang op het vlak van veiligheid, bestuur, mensenrechten, ordehandhaving, ontwikkeling, drugsbestrijding, corruptiebestrijding en verantwoording een positief effect op elkaar.
Er was afgesproken dat de verantwoordelijkheid voor de veiligheid tegen eind 2014 geleidelijk aan de Afghaanse autoriteiten zou worden overgedragen. ISAF zou ook na 2014 het Afghaanse leger voort opleiden en professionaliseren ten behoeve van vrede, veiligheid en stabiliteit. Op 5 december 2011 zouden de civiele aspecten van de overgang en de internationale steun aan het politieke proces in Afghanistan verder uitgelijnd worden tijdens de Internationale Afghanistanconferentie in Bonn.
De veiligheid in Afghanistan bleef een punt van zorg; mede door terreurbewegingen als de Taliban en Al Qaida en misdadigers. Er was een sterk verband tussen terreur en drugs, wat de plaatselijke bevolking alsook Afghaanse- en buitenlandse militairen bedreigde. De Veiligheidsraad veroordeelde alle aanvallen en aanslagen, waaronder de recente terreuraanslagen tegen het Inter Continental Hotel, de British Council, het ISAF-hoofdkwartier en de Amerikaanse ambassade in Kaboel, die tevens meer en meer burgerslachtoffers eisten.
Afghanistan had intussen kunstmeststof op basis van ammoniumnitraat — dat veel als grondstof voor bommen werd gebruikt — verboden, en werkte verder aan de regulering van alle explosieve stoffen. Tevens had het land de conventie over clustermunitie geratificeerd.
De Veiligheidsraad veroordeelde voorts ook de moordaanslag op professor Burhanuddin Rabbani, die voorzitter van de Afghaanse Vredesraad was. Er moest een politiek proces op poten worden gezet waarmee allen die akkoord gingen met de in 2010 vastgelegde voorwaarden zich konden verzoenen. Meer en meer Taliban hadden dat gedaan en verwierpen de terreurideologie van Al Qaeda.

### Handelingen
Het mandaat van de ISAF werd wederom met een periode van twaalf maanden verlengd, tot 13 oktober 2012. De deelnemende landen werden geautoriseerd alle nodige maatregelen te nemen teneinde hun mandaat ten uitvoer te brengen. Voorts moest verder gewerkt worden aan onderbouwde etnisch gebalanceerde Afghaanse veiligheidsdiensten die de ordehandhaving op zich zouden kunnen nemen.

## Verwante resoluties
- Resolutie 1988 Veiligheidsraad Verenigde Naties
- Resolutie 1989 Veiligheidsraad Verenigde Naties
- Resolutie 2041 Veiligheidsraad Verenigde Naties (2012)
- Resolutie 2069 Veiligheidsraad Verenigde Naties (2012)

Lijst ·  1967 ·  1968 ·  1969 ·  1970 ·  1971 ·  1972 ·  1973 ·  1974 ·  1975 ·  1976 ·  1977 ·  1978 ·  1979 ·  1980 ·  1981 ·  1982 ·  1983 ·  1984 ·  1985 ·  1986 ·  1987 ·  1988 ·  1989 ·  1990 ·  1991 ·  1992 ·  1993 ·  1994 ·  1995 ·  1996 ·  1997 ·  1998 ·  1999 ·  2000 ·  2001 ·  2002 ·  2003 ·  2004 ·  2005 ·  2006 ·  2007 ·  2008 ·  2009 ·  2010 ·  2011 ·  2012 ·  2013 ·  2014 ·  2015 ·  2016 ·  2017 ·  2018 ·  2019 ·  2020 ·  2021 ·  2022 ·  2023 ·  2024 ·  2025 ·  2026 ·  2027 ·  2028 ·  2029 ·  2030 ·  2031 ·  2032